# Melinoides subspurcata
Melinoides subspurcata är en fjärilsart som beskrevs av W. Warren 1907. Melinoides subspurcata ingår i släktet Melinoides och familjen mätare. Inga underarter finns listade i Catalogue of Life.